# 穆扎法尔讷格尔
穆扎法尔讷格尔，或穆扎法尔纳加尔，是印度北方邦穆扎法爾訥格爾縣的一个城市。总人口392,451人（2011年）。

## 人口
该市2011年总人口392,451人，其中男性206,902人，女性185,549人；0—6岁人口48,692人，其中男26,401人，女22,291人；识字率80.99%，其中男性为85.82%，女性为75.65%。